# Georg Waitz (calciatore)
Georg Waitz (7 settembre 1891 – 14 dicembre 1948) è stato un calciatore norvegese, di ruolo difensore.

## Carriera

### Club
Waitz giocò con la maglia del Frigg.

### Nazionale
Conta una presenza per la Norvegia. Il 3 settembre 1912, infatti, fu in campo nella sconfitta per 4-2 contro la Svezia.

## Palmarès

### Club

#### Competizioni nazionali
- Coppa di Norvegia: 1

Frigg: 1916